# Hyale gopalaswarmyi
Hyale gopalaswarmyi is een vlokreeftensoort uit de familie van de Hyalidae. De wetenschappelijke naam van de soort is voor het eerst geldig gepubliceerd in 1985 door Kanakadurga, Rao & Shyamasundari.